# Lélia Salgado
Lélia Wanick Salgado (nascida em Vitória, Espírito Santo, Brasil, em 31 de julho de 1946) é uma arquiteta, designer, curadora, ambientalista, escritora e produtora brasileira. Ela é formada em arquitetura pela Ecole National Supérieure de Beaux Arts e Urbanismo na Universidade Paris VIII. Ela dirige a agência de imprensa fotográfica Amazonas Images,  que criou em 2004 com seu marido Sebastião Salgado.
Lélia W. Salgado iniciou sua vida profissional cedo, aos 17 anos, quando se tornou professora primária e de piano. Conheceu Sebastião Salgado, em 1964, e casaram-se em 1967.  A situação política no Brasil e a oposição que eles expressavam frente a mesma os levaram a deixar o Brasil, e mudar para França.  Sua carreira inclui a curadoria das fotos de Sebastião Salgado, a fundação das revistas Photo Revue e Longue Vue, direção da galeria de fotos da Agência Magnum, e organização de eventos culturais em fotografia. Como reconhecimento pela produção do documentário O Sal da Terra, ela foi nomeada ao Oscar 2015 na categoria de Melhor Documentário em longa-metragem.
Em 1998, Lélia e seu esposo criaram o Instituto Terra, organização ambientalista que visa promover a restauração do Vale do Rio Doce. O Instituto Terra, além de promover o reflorestamento, promove educação ambiental, pesquisa científica e desenvolvimento sustentável.

## Prêmios
Em 2023, foi distinguida com o Prémio Gulbenkian para a Humanidade, atribuído pela Fundação Calouste Gulbenkian. 

## Ligações Externas
- Lélia Wanick Salgado, criadora do Instituto Terra, entrevistada por Lilian Pacce (2021)